# El Charro
Az El Charro magyar pop/disco együttes volt, amely 1995-ben alakult. A zenekart Tabár István és Tabár Zoltán (Exotic) alapították Budapesten. Egy stúdióalbumot adtak ki Pancsi a vízben itt délen címmel, amely a harminchatodik helyet szerezte meg a Top 40-es listán. 1995-ben feloszlottak.

## Diszkográfia
- Pancsi a vízben itt délen (1995)

## Tagok
- Hetényi Pál – ének
- Tabár István – szintetizátor
- Tabár Zoltán – basszusgitár